# 波夫尔·马克
波夫尔·瑟伦森·马克（丹麥語：Povl Sørensen Mark，1889年6月19日—1957年1月18日），丹麦男子体操运动员。他曾代表丹麦获得1912年夏季奥运会体操比赛男子团体瑞典式银牌。他于1957年在欧登塞去世。